# Giải bóng chuyền Trung Quốc
Giải bóng chuyền Trung Quốc (CVL) là giải đấu bóng chuyền chuyên nghiệp của cả nam và nữ tại Trung quốc. Giải đấu cho nữ thường bắt đầu từ tháng 10 hàng năm và kết thúc vào tháng 1 năm kế tiếp.

## Giải nam

### Câu lạc bộ hiện tại
Giải A
- Quân đội
- Bắc Kinh
- Phúc Kiến
- Quảng Đông
- Hà Nam
- Hồ Bắc
- Giang Tô
- Liêu Ninh
- Sơn Đông
- Thượng hải
- Tứ Xuyên
- Chiết Giang

Giải B
- Trường Đại học Hàng không và Vũ trụ Bắc Kinh
- Đại học Phục Đán
- Hà Bắc
- Đại học Thiên Tân

### Danh sách các đội vô địch
| Season      | Nhà vô địch | Hạng nhì    |
| ----------- | ----------- | ----------- |
| 2017-2018   | Thượng Hải  | Bắc Kinh    |
| 2016-2017   | Thượng Hải  | Bắc Kinh    |
| 2015-2016   | Thượng Hải  | Bắc Kinh    |
| 2014-2015   | Thượng Hải  | Sơn Đông    |
| 2013-2014   | Bắc Kinh    | Thượng hải  |
| 2012-2013   | Bắc Kinh    | Quân đội    |
| 2011-2012   | Thượng hải  | Quân đội    |
| 2010 - 2011 | Thượng hải  | Giang Tô    |
| 2009-2010   | Thượng hải  | Quân đội    |
| 2008-2009   | Thượng hải  | Hà nam      |
| 2007-2008   | Thượng hải  | Liêu Ninh   |
| 2006-2007   | Thượng hải  | Liêu Ninh   |
| 2005-2006   | Thượng hải  | Giang Tô    |
| 2004-2005   | Thượng hải  | Liêu Ninh   |
| 2003-2004   | Thượng hải  | Chiết Giang |
| 2002-2003   | Chiết Giang | Thượng hải  |
| 2001-2002   | Giang Tô    | Chiết Giang |
| 2000-2001   | Giang Tô    | Quân đội    |
| 1999-2000   | Thượng hải  | Giang Tô    |
| 1998-1999   | Tứ xuyên    | Giang Tô    |
| 1997-1998   | Tứ xuyên    | Giang Tô    |
| 1996-1997   | Tứ xuyên    | Chiết Giang |

## Giải nữ

### Câu lạc bộ hiện tại
Giải A
- CLB Quân đội
- CLB Bắc Kinh BAW
- Phúc Kiến
- Hà Nam
- Câu lạc bộ bóng chuyền nữ Giang Tô
- CLB Liêu Ninh
- Ngân hàng Lai thương Sơn Đông
- Thượng Hải
- Tứ Xuyên (Tứ Xuyên Đại Học)
- Ngân hàng Bột Hải Thiên Tân
- Vân Nam
- Chiết Giang

Giải B
- Quảng Đông Hằng Đại
- Quảng Đông Thái Sơn
- Hà Bắc
- Viện Thể dục Vũ Hán

### Danh sách các đội vô địch
| Mùa giải  | Vô địch                            | Hạng 2                             | Hạng 3                             |
| --------- | ---------------------------------- | ---------------------------------- | ---------------------------------- |
| 2017-2018 | Ngân hàng Bột Hải Thiên Tân        | Thượng Hải                         | Câu lạc bộ bóng chuyền nữ Giang Tô |
| 2016-2017 | Câu lạc bộ bóng chuyền nữ Giang Tô | Chiết Giang                        | Ngân hàng Bột Hải Thiên Tân        |
| 2015-2016 | Ngân hàng Bột Hải Thiên Tân        | Câu lạc bộ bóng chuyền nữ Giang Tô | Thượng Hải                         |
| 2014-2015 | CLB Quân đội                       | Thượng Hải                         | Câu lạc bộ bóng chuyền nữ Giang Tô |
| 2013-2014 | Chiết Giang                        | Ngân hàng Bột Hải Thiên Tân        | CLB Quân đội                       |
| 2012-2013 | Ngân hàng Bột Hải Thiên Tân        | Quảng Đông Evergrande              | Chiết Giang                        |
| 2011-2012 | Quảng Đông Evergrande              | Thượng Hải                         | Ngân hàng Bột Hải Thiên Tân        |
| 2010-2011 | Ngân hàng Bột Hải Thiên Tân        | Quảng Đông Evergrande              | Thượng Hải                         |
| 2009-2010 | Ngân hàng Bột Hải Thiên Tân        | Thượng Hải                         | CLB Quân đội                       |
| 2008-2009 | Ngân hàng Bột Hải Thiên Tân        | Thượng Hải                         | Câu lạc bộ bóng chuyền nữ Giang Tô |
| 2007-2008 | Ngân hàng Bột Hải Thiên Tân        | CLB Quân đội                       | Thượng Hải                         |
| 2006-2007 | Ngân hàng Bột Hải Thiên Tân        | CLB Liêu Ninh                      | Câu lạc bộ bóng chuyền nữ Giang Tô |
| 2005-2006 | CLB Liêu Ninh                      | Ngân hàng Bột Hải Thiên Tân        | Hà Nam                             |
| 2004-2005 | Ngân hàng Bột Hải Thiên Tân        | CLB Quân đội                       | Chiết Giang                        |
| 2003-2004 | Ngân hàng Bột Hải Thiên Tân        | CLB Quân đội                       | CLB Liêu Ninh                      |
| 2002-2003 | Ngân hàng Bột Hải Thiên Tân        | CLB Quân đội                       | CLB Liêu Ninh                      |
| 2001-2002 | CLB Quân đội                       | CLB Liêu Ninh                      | Ngân hàng Bột Hải Thiên Tân        |
| 2000-2001 | Thượng Hải                         | CLB Quân đội                       | CLB Liêu Ninh                      |
| 1999-2000 | Thượng Hải                         | Câu lạc bộ bóng chuyền nữ Giang Tô | CLB Quân đội                       |
| 1998-1999 | Thượng Hải                         | Chiết Giang                        | Tứ Xuyên                           |
| 1997-1998 | Thượng Hải                         | Câu lạc bộ bóng chuyền nữ Giang Tô | Chiết Giang                        |
| 1996-1997 | Thượng Hải                         | Câu lạc bộ bóng chuyền nữ Giang Tô | Chiết Giang                        |